# Futuro (architettura)
Futuro è una linea di case prefabbricate concepite dall'architetto finlandese Matti Suuronen negli anni sessanta. La Futuro è oggi considerata un'icona retrofuturista ed è uno dei pochi prodotti utopici commercializzati in serie. Secondo il periodico Domus, rappresenta «un unicum nel panorama della ricerca sperimentale sulla abitazione-tipo della "città del futuro" del ventennio a cavallo tra gli anni cinquanta e settanta».

## Descrizione
La Futuro è un'abitazione ellissoidale, alta 4 m e con un diametro di 8 m, posta su tre supporti metallici, dotata di finestre a oblò ovali e un ingresso a cui si accede tramite una passerella dotata di scala. Al suo interno è presente un salotto principale che permette di accedere a una cucina, un bagno e una camera da letto. Suuronen conferì alla Futuro questa inusuale apparenza affinché richiamasse i dischi volanti e perché, a suo dire, avrebbe garantito ottime prestazioni in termini strutturali e spaziali. La sua natura interamente modulare e le materie plastiche leggere di cui è composta la rendono facilmente montabile e smontabile.

## Storia
Matti Suuronen iniziò a lavorare alla Futuro nel 1965, su richiesta di un amico desideroso di avere un'abitazione facile da costruire su ogni tipo di terreno. Ispirandosi alle "case-capsula" brevettate (ma mai messe in commercio) da Richard Buckminster Fuller nel primo Novecento, Suuronen lanciò il primo modello di Futuro nel 1968.
L'abitazione destò l'attenzione dell'azienda produttrice finlandese Polykem, che iniziò a produrle in serie. La fotografia di una Futuro compare nell'articolo del New York Times sull'allunaggio del 1969.
Una serie di fattori, tra cui l'estetica avveniristica e all'avanguardia delle Futuro, giudicata troppo antiestetica e fuori contesto negli ambienti naturali, così come la crisi energetica, che rese insostenibile la produzione della plastica, portò le abitazioni al ritiro dal mercato nel 1973. Secondo le parole del saggista Roland Barthes, la Futuro sarebbe rimasta un "artefatto culturale mitico" poiché vivrebbe più come immagine che come rappresentazione nella realtà.
Stando a un articolo di The Guardian del 2015, delle meno di cento esemplari costruite ne sopravvivono oggi circa sessanta nel mondo. Alcuni di questi sono esposti in vari musei, tra cui il Museo d'arte moderna di Espoo, il Museo Boijmans Van Beuningen di Rotterdam e il Centraal Museum di Utrecht.